# Stowarzyszenie Międzynarodowych Inicjatyw Kulturalnych

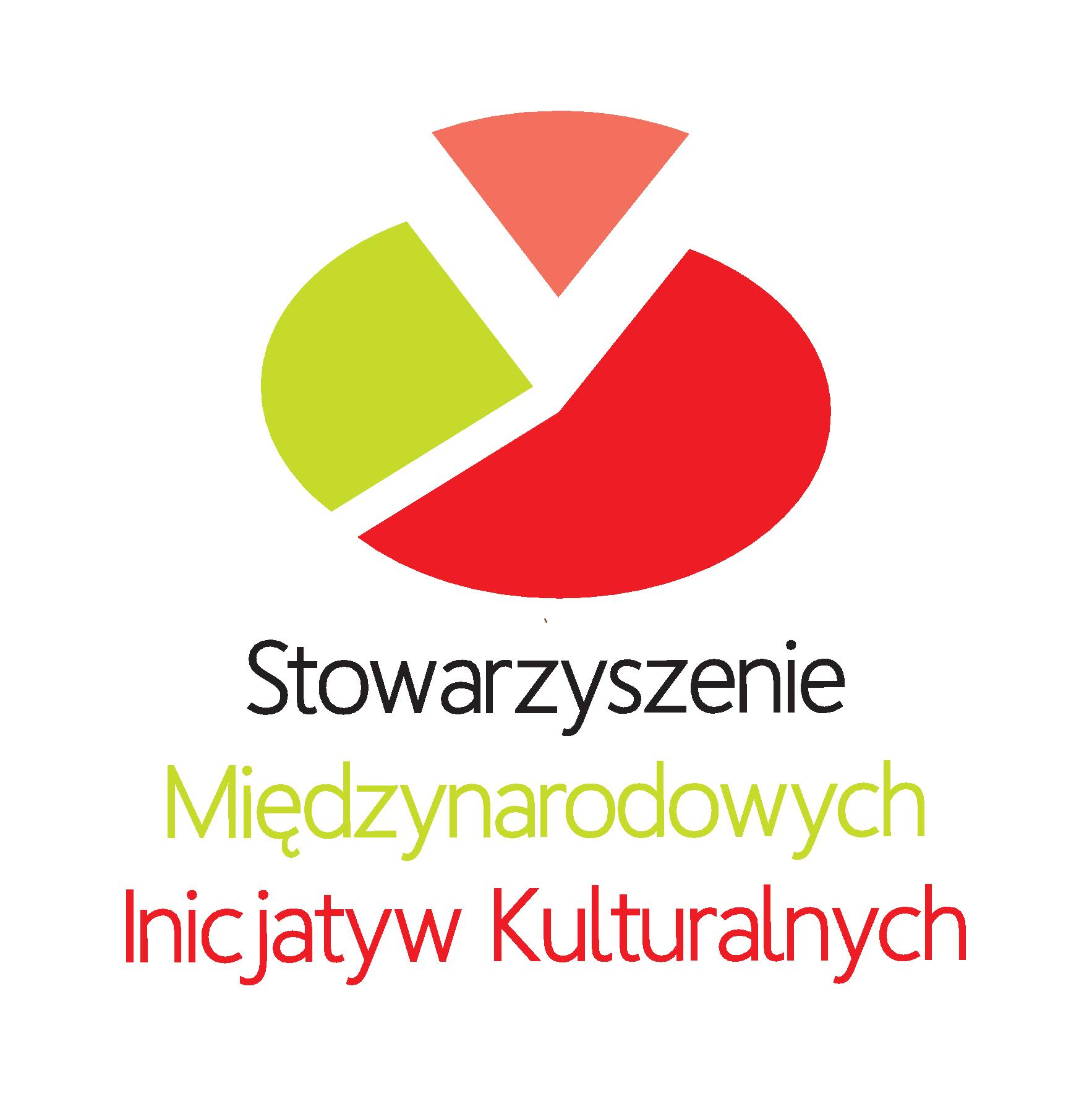
Logo Stowarzyszenia Międzynarodowych Inicjatyw Kulturalnych

Stowarzyszenie Międzynarodowych Inicjatyw Kulturalnych (SMIK) – organizacja pozarządowa założona w czerwcu 2012 roku, z siedzibą w Warszawie. Celem Stowarzyszenia jest rozwój i promocja wszelkich form aktywności w dziedzinie kultury i sztuki, szczególnie szeroko rozumianej kultury studenckiej.
| Państwo               | Polska                             |
| --------------------- | ---------------------------------- |
| Siedziba              | Warszawa                           |
| Rodzaj Stowarzyszenia | Stowarzyszenie                     |
| Profil Działalności   | rozwijanie aktywności kulturalnych |
| Prezes                | Marcin Pietrowski                  |
| KRS                   | 0000424247                         |
| Data Rejestracji      | 1 czerwca 2012                     |

## Działalność
W ciągu dotychczasowej działalności Stowarzyszenie zrealizowało szereg projektów dedykowanych kulturze. Pierwszym z nich był międzynarodowy Eye on Culture Festival, który odbył się odbyło się w dn. 13-17 października 2013 roku w Warszawie. Oś wydarzenia stanowiła prezentacja dokonań teatrów z czterech wschodnioeuropejskich państw: Białorusi, Czech, Litwy i Polski. Tematyka festiwalu zogniskowana była wokół tożsamości, polityki, pamięci i władzy, przy czym każdy dzień poświęcono innemu zagadnieniu. Spektakle prezentowane na festiwalu oscylowały wokół funkcjonowania reżimów niedemokratycznych. Oprócz spektakli teatralnych, festiwalowi towarzyszyły liczne koncerty. Wydarzenie sfinansowano zostało ze środków Ministerstwa Kultury i Dziedzictwa Narodowego, a partnerem był m.in. Teatr Polski im. Arnolda Szyfmana w Warszawie.
Obecnie głównym przedsięwzięciem realizowanym przez Stowarzyszenie jest Festiwal Teatrów Studenckich START – konkursowy przegląd spektakli teatralnych przygotowanych przez studentów z uczelni nieartystycznych. Wydarzenie ma charakter ogólnopolski i organizowane jest od 2014 roku. Uczestnicy Festiwalu mają możliwość zdobycia dwóch nagród – Grand Prix, przyznawanej przez Jury, oraz Nagrody Publiczności (wyjątkiem jest pierwsza edycja Festiwalu, kiedy to Jury nie przyznawało nagrody).